# Йирудек, Франтишек
Франтишек Йирудек (чеш. František Jiroudek; 17 февраля 1914, Лхота близ Семили, Богемия, Австро-Венгрия (ныне район Семили, Либерецкого края, Чешской Республики) — 15 июня 1991, Прага) — чешский и чехословацкий живописец, график, иллюстратор, сценограф

, педагог, профессор (1961), ректор Пражской академии изобразительных искусств (с 1970). Заслуженный художник Чехословакии (1964). Народный художник (артист) Чехословакии (1976). Лауреат Государственной премии имени Клемента Готвальда (1963 и 1978).

## Биография
Учился в Техническом университете и Школе прикладных искусств в Праге с 1934 по 1935 год. В 1935—1939 годах обучался в пражской Академии художеств в мастерской Вилли Новака.
С 1961 года — преподаватель, профессор, с 1970 года — ректор пражской Академии художеств. В 1982—1987 годах был заместителем председателя Союза чехословацких художников и Союза чешских художников.

## Творчество
В начале своего творчества сосредоточился на портрете, ню, фигуральной композиции и пейзаже.
Находился под влиянием колористики своего учителя Вилли Новака.
Во время Второй мировой войны занимался сценографией, создавая костюмы для театра в Остраве. В его полотнах обнаруживаются метафоры протеста против немецкой оккупации в театральной среде.
Многие картины художника созданы на тему работы в театре («Актрисы в гардеробе», 1943; «Из театра», 1970; «Актрисы», 1970). После войны, под влиянием работ Пьера Боннара, цвета его картин стали более контрастными, яркими и драматичными.
Автор пейзажной живописи. В 1960-1970-х годах создал несколько значительных монументальных картин (цикл «Против войны», 1965-1970).
В 1976 году ему было присвоено звание народного артиста Чехословакии.

## Награды
- 1963 — лауреат Государственной премии имени Клемента Готвальда.
- 1964 — Заслуженный артист Чехословакии.
- 1976 — Народный художник (артист) Чехословакии
- 1978 — лауреат Государственной премии имени Клемента Готвальда.
- 1979 — Орден Труда.
- 1984 — Орден Победного Февраля